# Sant Andreu d'Ivars d'Urgell
Sant Andreu d'Ivars d'Urgell és un monument del municipi d'Ivars d'Urgell (Pla d'Urgell) inclòs en l'Inventari del Patrimoni Arquitectònic de Catalunya.

## Descripció
Església de murs de carreu, orientada a l'est. Els suports són pilars i pilars amb pilastres adossades. Els arcs, inclòs el triomfal, són de mig punt. La coberta de la nau central és de volta de canó amb llunetes, la de les naus laterals és de volta d'aresta i la de la sagristia és de volta de canó.
Té tres naus i cinc trams. El cor es troba als peus, al costat de l'evangeli. Té quatre cossos i forma octogonal. Té campanar, amb balustrada i gàrgoles en forma de rostre als vuit costats de la torre.
La portada està situada als peus. És d'arc rebaixat dovellat, amb pilastres adossades als costats, arquitrau, fris i cornisa. A la dovella central hi ha gravada la data de 1786. Sobre la porta hi ha una fornícula i una rosassa.